# Bostock contro Contea di Clayton
Bostock contro Contea di Clayton è una storica decisione della Corte Suprema degli Stati Uniti d'America che ha reso illegale la discriminazione sulla base dell'orientamento sessuale e dell'identità di genere in ambito lavorativo.

## Motivazione
Il Titolo VII del Civil Rights Act of 1968 (Legge sui Diritti Civili del 1968) rende illegale per i datori di lavoro licenziare un dipendente o una dipendente in base al suo sesso.
La Corte, con 6 favorevoli e 3 contrari, ha stabilito che tale protezione si estende anche ai dipendenti licenziati in virtù del loro orientamento sessuale o della loro identità di genere.
Nella sentenza viene infatti affermato che "un datore di lavoro che licenzia una persona perché omosessuale o transgender, discrimina una persona in base al sesso", in quanto "se il lavoratore maschio viene licenziato solo perché è interessato agli uomini, ma non viene fatto lo stesso per la donna che ha lo stesso tipo di attrazione, allora ci troviamo davanti a una discriminazione basata sul sesso".